# جو هارت
تشارلز جوزيف جون هارت (بالإنجليزية: Joe Hart) من مواليد 19 أبريل 1987 في شروزبري في إنجلترا، لاعب كرة قدم إنجليزي، في مركز حارس مرمى، ويلعب حاليًا لصالح سيلتك في الدوري الاسكتلندي الممتاز، وأُعير إلى ترانمير روفرز سنة 2007، ثم إلى بلاكبول سنة 2007 وأيضاً لعب سنتين مع برمنغهام سيتي.

## الإنجازات
مانشستر سيتي
- الدوري الإنجليزي الممتاز (2): 2011–12، 2013–14[8]
- كأس الاتحاد الإنجليزي (1): 2010–11
- كأس رابطة الأندية الإنجليزية المحترفة (2): 2013–14،[9] 2015–16

 سيلتك
- الدوري الاسكتلندي الممتاز (2): 2021–22، 2022–23
- كأس الدوري الاسكتلندي (2): 2021–22، 2022–23

### فردية
- القفاز الذهبي في الدوري الإنجليزي الممتاز (4): 2011، 2012، 2013، 2015[10][11]

## روابط خارجية
- جو هارت على موقع الاتحاد الدولي (مؤرشف)  (الإنجليزية)
- جو هارت على موقع الاتحاد الأوربي (الإنجليزية)
- جو هارت على موقع قاعدة بيانات كرة القدم.إي يو (الإنجليزية)
- جو هارت على موقع ليكيب (الفرنسية)
- جو هارت على موقع ناشيونال فوتبول تيمز (الإنجليزية)
- جو هارت على موقع Soccerbase.com (لاعب) (الإنجليزية)
- جو هارت على موقع Soccerway.com (الإنجليزية)
- جو هارت على موقع عالم كرة القدم.نت (الإنجليزية)
- جو هارت على موقع AS.com (الإسبانية)